# Tic Tac
Tic Tac és una pel·lícula catalana de fantasia infantil dirigida el 1997 per Rosa Vergés i Coma, produïda per Avanti Films i Televisió de Catalunya, amb el suport del Departament de Cultura de la Generalitat de Catalunya. Gravada originalment en català, es va emetre per TV3 el 26 d'abril de 1997.

## Argument
L'Hèctor és un nen de set anys que ha demanat a la seva carta als Reis Mags conèixer l'eternitat i modificar el temps per tornar a trobar els seus pares. Viatja en tren i arriba a una estació sense nom, on hi ha una bústia per posar la carta. Héctor baixa i perd el tren, alhora que el rellotge de l'estació perd les hores. Allí coneix Bibu, fill minusvàlid del cap d'estació, i la seva germana Olívia, que fa llaminadures i toca el violí. Amb ells descobreix la màgia del temps i el que s'amaga a l'interior dels rellotges.

## Repartiment
- Sergi Ruiz (Hèctor)
- Martí Milla (Bibu)
- Laia Solís (Olívia)
- Luciano Federico (cap d'estació)
- Lluïsa Castell (mare d'Hèctor)
- Jordi Boixaderas (pare d'Hèctor)

## Palmarès cinematogràfic
Fou nominada al Goya a la millor música original per la tasca de José Manuel Pagán. Va guanyar un certificat de mèrit al Festival Internacional de Cinema de Chicago i el Grifó d'Or al Festival de Cinema de Giffoni.